# Cord Meijering
Cord Meijering (* 13. November 1955 in Esens, Ostfriesland) ist ein niederländischer Komponist.

## Leben
Meijering studierte zunächst an der Akademie für Tonkunst Darmstadt Gitarre bei Olaf Van Gonnissen und Komposition bei Johannes Fritsch und Dietrich Boekle. Von 1983 bis 1986 folgte ein Studium bei Hans Werner Henze an der Musikhochschule Köln. Meijering beschloss seine Ausbildung von 1990 bis 1992 als Meisterschüler und Stipendiat an der ehemals Ostberliner Akademie der Künste bei Hans Jürgen Wenzel. Danach folgten verschiedene Unterrichtstätigkeiten in Theorie und Komposition an den Hochschulen in Nürnberg und Karlsruhe. Meijering war von 2005 bis 2021 Direktor der Akademie für Tonkunst Darmstadt und dort bereits seit 1991 Lehrer der von ihm gegründeten Kinder- und Jugendkompositionsklasse.
Seine Werke wurden unter anderem beim Festival de Tardor Barcelona, beim Steirischen Herbst in Graz, beim Festival d´Evian, bei den Frankfurt Festen, bei den Internationalen Ferienkursen für Neue Musik in Darmstadt, beim CrossSound Festival in Juneau und Sitka, Alaska sowie im Solomon R. Guggenheim Museum in New York aufgeführt.
Meijering ist Mitbegründer des Ensemble Phorminx und lebt heute in Darmstadt.
Sein Œuvre umfasst Kompositionen für Orchester, Kammermusik, Tanztheater, Oper und Film.
Im Mai 2006 erfolgte die Uraufführung der ersten beiden Sätze von „Neue Lieder aus Italien und Deutschland“ für kleines Orchester (Orchester des Staatstheaters Darmstadt, Ltg. Norbert Biermann). Das Werk ist seinem Lehrer Hans Werner Henze zum 80. Geburtstag gewidmet.
Im März 2007 wurde ein neues 70-minütiges Werk für Ballett mit dem Titel ELISABETH.IKONE zum 800. Geburtstag der Heiligen Elisabeth von Thüringen (Auftragswerk des Landestheaters Eisenach, dramatischer Entwurf Bernd Weißig) aufgeführt.
ELISABETH.IKONE wurde in einer internationalen Kritikerauswahl der Zeitschrift BallettTanz zu einer der zehn weltweit wichtigen Produktionen gewählt.
Es wurde auch unter gleichem Titel ein Film produziert, Regie führte Marian Czura.

## Auszeichnungen
- 1985 Fördergabe der Stadt Stuttgart für die Orchesterkomposition „the voice of the winter“
- 1987 eine Anerkennung beim internationalen Kompositionswettbewerb „Hambacher Preis“ für das Streichtrio „...bewegt...“
- 1996 den „Bad Homburger Förderpreis“ für die Komposition „Nights of 1990“
- 1991 Stipendium der MacDowell Inc. New York für ein Arbeitsaufenthalt in Peterborough N. H. USA.